# Districtes del Cantó de Turgòvia

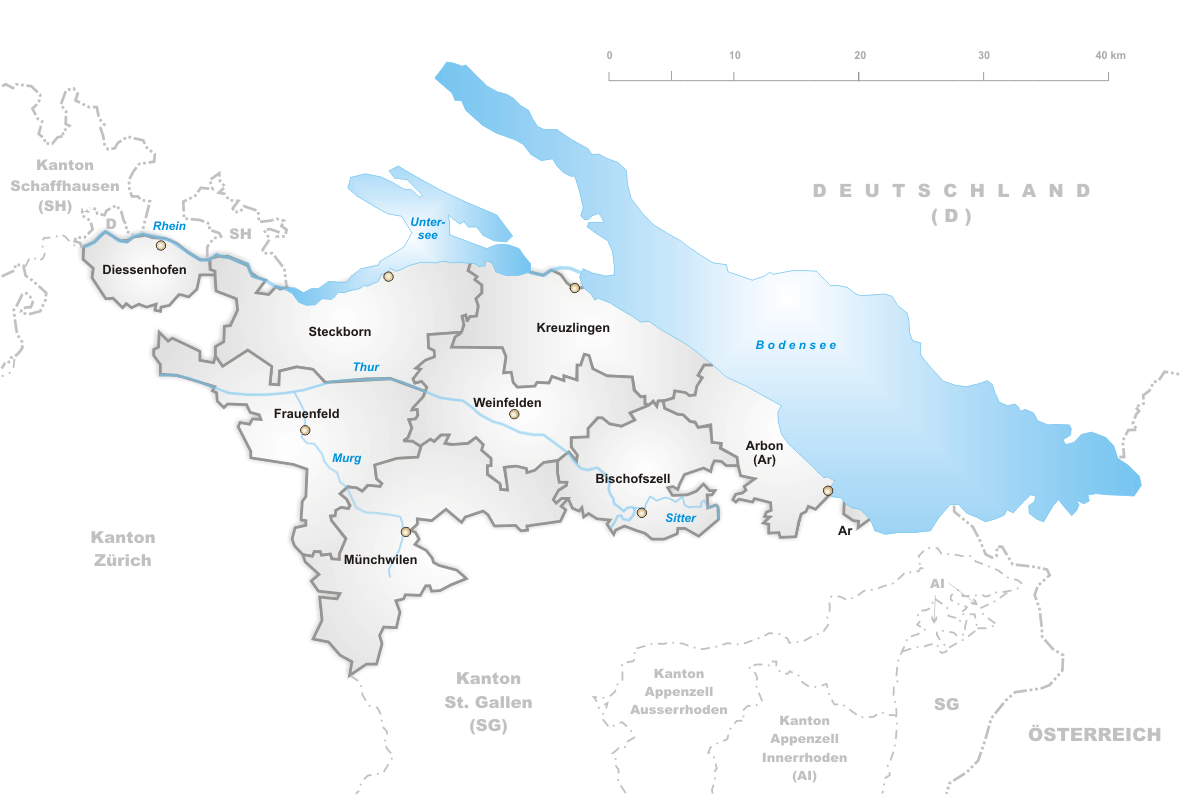
Mapa de la divisió en districtes del Cantó de Turgòvia

Els Districtes del Cantó de Turgòvia (Suïssa) actualment són 5 (eren 8 abans de 2011) i agrupen els 80 municipis del cantó. Tots tenen l'alemany com a llengua oficial.

## Llista
Districtes actuals:
- Arbon, capital Arbon.
- Frauenfeld, capital Frauenfeld.
- Kreuzlingen, capital Kreuzlingen.
- Münchwilen, capital Münchwilen.
- Weinfelden, capital Weinfelden.

Districtes suprimits:
- Bischofszell, capital Bischofszell.
- Diessenhofen, capital Diessenhofen.
- Steckborn, capital Steckborn.